# میانگین تعمیم‌یافته

نمودار چند میانگین تعمیم‌یافته.

در ریاضیات، میانگین تعمیم‌یافته (به انگلیسی: Generalized mean) (یا میانگین توانی یا میانگین هلدر) خانواده‌ای از توابع برای تجمیع مجموعه‌های اعداد هستند. اینها به عنوان موارد خاص عبارتند از میانگین فیثاغورثی (میانگین حسابی، میانگین هندسی و میانگین همساز).

## تعریف
اگر p یک عدد حقیقی غیر صفر باشد، و y,x اعداد حقیقی مثبت هستند، آنگاه میانگین تعمیم‌یافته یا میانگین توانی با توان p این اعداد حقیقی عبارت است از:
{\displaystyle M_{p}(x_{1},\dots ,x_{n})=\left({\frac {1}{n}}\sum _{i=1}^{n}x_{i}^{p}\right)^{{1}/{p}}.}
برای p=۰ این معادله برابر با میانگین هندسی می‌شود:
{\displaystyle M_{0}(x_{1},\dots ,x_{n})=\left(\prod _{i=1}^{n}x_{i}\right)^{1/n}.}
همچنین، برای دنباله‌ای از عددهای موزون مثبت، میانگین تعمیم‌یافته وزنی به‌صورت زیر است:
{\displaystyle M_{p}(x_{1},\dots ,x_{n})=\left({\frac {\sum _{i=1}^{n}w_{i}x_{i}^{p}}{\sum _{i=1}^{n}w_{i}}}\right)^{{1}/{p}}}
و زمانی که p=۰ برابر با میانگین هندسی موزون می‌گردد:
{\displaystyle M_{0}(x_{1},\dots ,x_{n})=\left(\prod _{i=1}^{n}x_{i}^{w_{i}}\right)^{1/\sum _{i=1}^{n}w_{i}}.}